# Metalloleptura basirufipes
Metalloleptura basirufipes là một loài bọ cánh cứng trong họ Cerambycidae.